# Industrija Motora Rakovica

Industrija Motora Rakovica (серб. кир.: Индустрија Мотора Раковица; скорочено IMR) — колишній югославський, а потім сербський виробник сільськогосподарської техніки з Раковиці. 
Підприємство засновано 1927 року під назвою Zadrugar для виготовлення тракторів і двигунів. Останні виробляли на основі оригінальних ліцензованих моделей двигунів Perkins. Деякі з тракторів базувалися на моделях Landini і Massey Ferguson, спочатку на підставі ліцензії.
2009 року IMR створив партнерство (спільне підприємство) з іще одним сербським підприємством IMT. 2011 року IMR розпочав складання тракторів CKD в Ефіопії. Їх також продають у Єгипті під маркою EAMCO. IMR припинив спільну роботу з IMT в 2015 році без планів на її поновлення.
Назви моделей «Раковиці» вказують на їхню потужність і більшість їх мають позначення DV (що означає 4×4: серб. Dupla Vuča). Найпопулярнішою моделлю є 65, але модельний ряд включає також 60, 65, 76, серії Super із переробленими корпусами (47, 65, 76), 120/135 (з трансмісією ZF), обмежені версії тракторів 65 12 BS і 75 12 BS. 

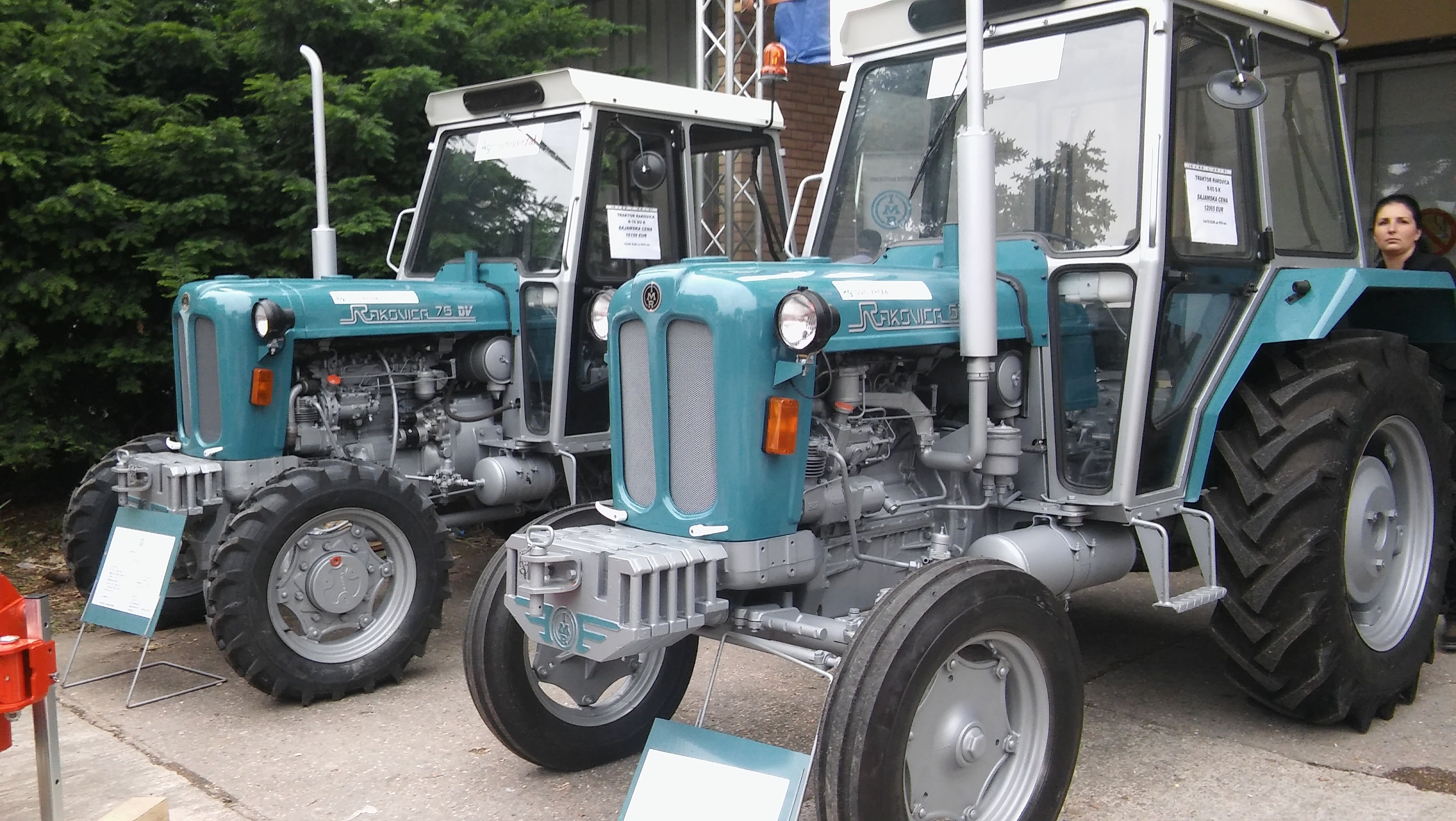
Rakovica 76 DV і Rakovica 65 на сільськогосподарському ярмарку «Новий Сад 2016»

Протягом багатьох років вони також створювали моделі концептуальних тракторів, як-от Rakovica 50 DV (видозмінений трактор Goldoni), Rakovica Transporter (також осучаснений Goldoni) та Rakovica R110 Turbo. 